# Solfegiu
Solfegiul este asocierea unor silabe notelor sau treptelor unei game muzicale. Este o tehnică esențială in dezvoltarea auzului muzical.

## Descriere
Există două variante cu avantajele si dezavantajele proprii.
- Silaba este asociată unei note (folosită in România, Franța, Spania, Italia, Statele Unite, Canada etc.). Silaba reprezintă inălțimea sunetului produs. Asocierea este fixă, un sunet de aceeasi inălțime fiind pronunțat la fel, indiferent de gama compozitiei.

| Nota | Silaba |
| ---- | ------ |
| B    | Si     |
| A    | La     |
| G    | Sol    |
| F    | Fa     |
| E    | Mi     |
| D    | Re     |
| C    | Do     |

- Silaba este asociată unei trepte (folosită in Germania, Ungaria, Marea Britanie, Statele Unite, Canada etc.). Silaba reprezintă poziția notei in interiorul gamei muzicale la momentul respectiv.

| Treapta | Numele              | Silaba |
| ------- | ------------------- | ------ |
| VII     | Sensibila           | Si     |
| VI      | Medianta inferioară | La     |
| V       | Dominanta           | Sol    |
| IV      | Subdominanta        | Fa     |
| III     | Medianta superioară | Mi     |
| II      | Contradominanta     | Re     |
| I       | Tonica              | Do     |

De exemplu, nota G va fi pronunțată Do in gama Sol major (deorece este tonica gamei Sol). Daca compoziția modulează in Re major, aceeasi nota G (subdominanta in gama Re major) va fi pronunțată Fa.